# Le Malin (P 701)
Le Malin è un pattugliatore della Marine nationale.

## Storia
Le Malin nasce come peschereccio per la pesca a palamito nel 1994, è il primo di una serie di 12 pescherecci dello stesso tipo costruiti a partire dal 1996.

A partire dal 1997, col nome originario di Caroline Glacial e battendo la bandiera di Panama, inizia la sua attività di pesca illegale nell'Oceano indiano.

Nel 2003 cambia proprietario e diventa America n°1, sotto la bandiera degli Stati Uniti e con porto base Seattle.

Nel 2004 è a Montevideo dove naviga sotto la bandiera dell'Honduras e col nome di Apache.

Il 17 giugno del 2004 è intercettato dall'Albatros al largo delle isole Heard e McDonald; il 25 giugno il peschereccio è fermato al largo delle isole Kerguelen con un carico di pesca illegale ed in particolare di dissostichus; la nave è quindi trasferita a La Riunione.
Dato che la nave è in perfette condizioni, la Marine nationale decide di acquisirla. Il dossier giuridico è però complesso e la conferma in appello della decisione della confisca da parte dello Stato (Ministero delle Finanze) arriva il 23 giugno 2005.

Il 7 settembre 2005 la nave è venduta dal Ministero delle Finanze al Ministero della Difesa e prende il nome di Le Malin.

La nave, nel novembre/dicembre 2005 è a La Riunione, è ridipinta in bianco e prende il pennant A616.

Il 13 marzo 2006 la nave raggiunge il suo nuovo porto base di Tolone dove ufficialmente classificata come «Bâtiment de Soutien Auxiliaire» (BSA), anche se la si designa anche come «Bâtiment de Soutien à la Plongée» (BSP), in vista del suo futuro utilizzo.

Dopo diverse difficoltà, la nave entra in servizio attivo il 14 aprile 2008.

Tra giugno 2009 e marzo 2010 è previsto un arresto tecnico, e dato che la trasformazione di BSP non è ancora realizzata, si decide nel settembre 2009 di trasformarlo in pattugliatore : la nave passa da BSA (A616) a «Patrouilleur de Service Public - PSP» (P701).

Dopo i lavori a Concarneau, la nave è di nuovo in navigazione dal marzo 2010 , nel dicembre dello stesso anno rientra a Concarneau per terminare i lavori e apporre la livrea AEM che si completano il 18 agosto 2011.

Il 15 settembre 2011, la nave lascia Tolone per La Riunione, il suo nuovo porto base, dove sostituirà un pattugliatore della classe P400.

Poiché le missioni comprenderanno anche la lotta alla pirateria, si decide di riclassificare la nave da «Patrouilleur de Service Public» a «Patrouilleur»; la livrea AEM viene rimossa all'arrivo della nave a La Riunione a novembre, mentre la riclassificazione prende effetto al 1º gennaio 2012.

## Evoluzione
| Tipo                                           | N°   | Date                       | Porto base      |
| ---------------------------------------------- | ---- | -------------------------- | --------------- |
| Peschereccio Palangrier                        |      | 1997 - 2004                |                 |
| Nave ausiliaria Bâtiment de Soutien Auxiliaire | A616 | 2005 - 2010                | Tolone          |
| Pattugliatore Patrouilleur de service Public   | P701 | dal marzo al novembre 2011 | Port-des-Galets |
| Pattugliatore Patrouilleur                     | P701 | dal 1º gennaio 2012        | Port-des-Galets |